# Idaea incisarioides
Idaea incisarioides là một loài bướm đêm trong họ Geometridae.